# Albert Bodard

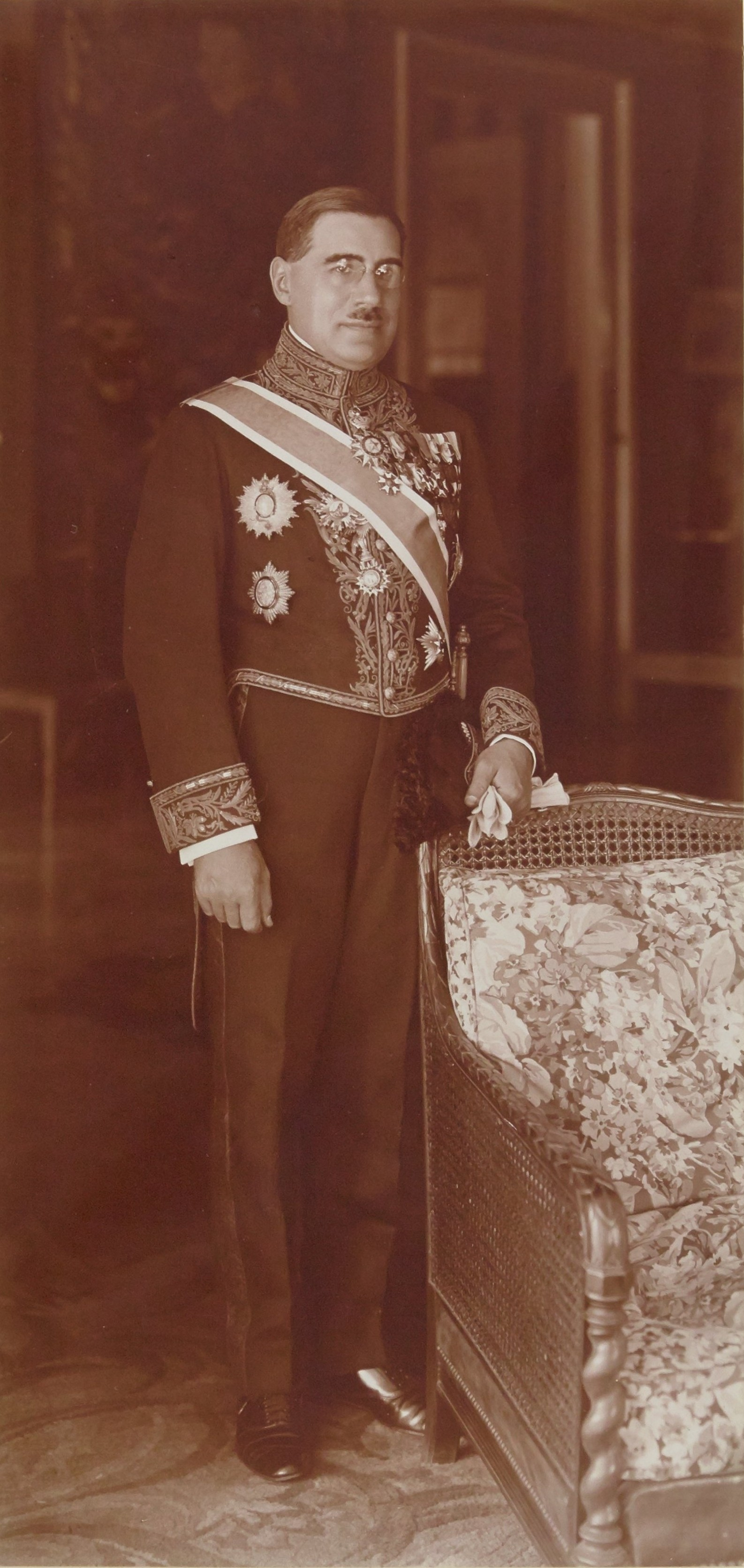
Albert Bodard (um 1920)

Albert Bodard (* 10. Januar 1883 in La Rochelle; † 18. Oktober 1969) war ein französischer Diplomat.

## Leben und Wirken
Albert Bodard war der Sohn von Marie Vélina Penaud und Julien Eugène Bodard. 1906 war er Übersetzer im Konsulat von Chengdu in China, ab 1910 war er dort Vizekonsul. Von 1911 bis 1915 war er Konsul in Chongqing, wo sein Sohn Lucien (1914–1998) geboren wurde.
1916 war er Konsul in Chengdu und von 1922 bis 1925 Konsul 1. Klasse in Kunming. Ab 1926 war er Generalkonsul in Batavia in Indonesien und von 1931 bis 1934 Gesandter in Kabul. Von 1935 bis 1937 war er Gesandter in Addis Abeba in Italienisch-Ostafrika, wo er sein Funkgerät nicht benutzen durfte. Vom 12. März 1937 bis 30. August 1939 war er Gesandter in Teheran und vom 3. Januar bis 26. August 1940 Gesandter in Mexiko-Stadt.

## Links
- David Maurizot: L’implantation consulaire française en Chine du Sud-Ouest, souvenir-francais-asie.com 23. Januar 2009.